# 叶夫根尼娅·洛帕廖娃
叶夫根尼娅·亚历山德罗夫娜·洛帕廖娃（俄语：Евгения Александровна Лопарёва，2000年5月30日—），俄罗斯、法国女子花样滑冰运动员，2022年法国大奖赛冰舞铜牌得主、2023年美国大奖赛冰舞铜牌得主、2023年法国大奖赛冰舞铜牌得主、2024年加拿大大奖赛冰舞铜牌得主、2024年法国大奖赛冰舞金牌得主、2025年欧洲花样滑冰锦标赛冰舞银牌得主。